# Gabriel Nahas
Pour les articles homonymes, voir Nahas.
 (octobre 2012).
Gabriel Georges Nahas, né le 4 mars 1920 à Alexandrie (Égypte) de mère française et de père libanais et mort le 28 juin 2012 à New York. Sa famille a émigré d'Alexandrie pour le Sud de la France quand il était enfant.
Il a été un membre actif de la Résistance française, Charles de Gaulle lui a remis la Légion d'honneur, la Croix de guerre avec trois palmes et une étoile, il  a également reçu la médaille de la Liberté,.
C'est un médecin connu pour son combat contre l'utilisation et la libéralisation de la marijuana qu'il tenait pour une drogue extrêmement dangereuse.
Il a notamment été conseiller spécial de Jacques Chirac à la Mairie de Paris. « Je suis un ennemi du cannabis et j'utiliserai tous les moyens possibles pour le combattre », déclarait-il à l'époque.
Il a travaillé pour l'OMS et à l'Université Columbia et à celle de New-York.
En 1993, G. Nahas était encore considéré comme le meilleur spécialiste mondial du cannabis et les revues spécialisées mentionnaient abondamment ses multiples expériences qui démontraient que le cannabis entraînait une dépendance physique, causait des troubles neurologiques et qu'il conduisait souvent à la consommation d'autres drogues encore plus dangereuses. Ces théories sont aujourd'hui partiellement discutées. Au CNRS, le Prof. Costentin les défend.
L'idée que le cannabis conduisait fréquemment et statistiquement de manière significative (26 %) reposait en fait sur un sondage réalisé aux États-Unis en 1976. Depuis, de nombreuses expériences permettent d'avoir des données plus précises sur les impacts de la consommation du cannabis.
Gabriel Nahas a dès la fin des années 1980 alerté le monde sur les dangers nés du développement du narcotrafic

## Écrits
- Haschich, cannabis et marijuana : Le chanvre trompeur, PUF, 1976.
- La peste blanche du XXe siècle, Buchet-Chastel, 1992.
- Il n'y a pas de drogue douce, Buchet-Chastel, 1992.
- Freud, la cocaïne et le cerveau. Essai sur la physiologie de la liberté, F.-X de Guibert, 1993.
- La drogue, Éditeur : Œil, Collection : Écologie humaine, 1998,  (ISBN 2868393047)
- La filière du rail, préface de Hubert Beuve-Méry, Éditions France-Empire, 1982.
- Marihuana: Chemistry, Biochemistry, and Cellular Effects Sous la direction de W. D. M. Paton, J.E. Idanpaan-Heikkila, Gabriel G. Nahas, Springer-Verlag Berlin and Heidelberg GmbH & Co, 2012.